# Лана Попадич
Лана Попадич (нар. 24 квітня 1983) — колишня хорватська тенісистка.
Найвищу одиночну позицію світового рейтингу — 182 місце досягла 5 липня 2004, парну — 277 місце — 29 вересня 2003 року.
Здобула 1 парний титул туру ITF.

## Фінали ITF
| турніри $25,000 |
| турніри $10,000 |

### Одиночний розряд (0–1)
| Результат | Ранг | Дата         | Турнір        | Покриття | Суперниця      | Рахунок       |
| Поразка   | 1.   | 1 липня 2001 | Афіни, Греція | Ґрунт    | Жаклін Фройліх | 0–6, 7–5, 4–6 |

### Парний розряд (1–3)
| Результат | Ранг | Дата            | Турнір                   | Покриття | Партнерка                | Суперниці                                          | Рахунок     |
| --------- | ---- | --------------- | ------------------------ | -------- | ------------------------ | -------------------------------------------------- | ----------- |
| Перемога  | 1.   | 1 липня 2001    | Афіни, Греція            | Ґрунт    | Дина Милошевич           | Іріні Алевізопулу Ірина Корнієнко                  | 7–6(3), 6–3 |
| Поразка   | 1.   | 23 вересня 2001 | Барселона, Іспанія       | Ґрунт    | Марія Хосе Санчес Алаєто | Анна Фонт Аранча Парра Сантонха                    | 1–6, 2–6    |
| Поразка   | 2.   | 14 квітня 2003  | Сан-Луїс-Потосі, Мексика | Ґрунт    | Кільдін Шевальє          | Хорхеліна Краверо Ваніна Гарсія Сокол              | 1–6, 3–6    |
| Поразка   | 3.   | 22 червня 2003  | Періге, Франція          | Ґрунт    | Наташа Рандріантефі      | Марія Хосе Мартінес Санчес Анабель Медіна Гаррігес | 0–6, 3–6    |